# Cleantioides striata
Cleantioides striata är en kräftdjursart som beskrevs av Gary C.B. Poore och Lew Ton 1990. Cleantioides striata ingår i släktet Cleantioides och familjen Holognathidae. Inga underarter finns listade i Catalogue of Life.